# Lačnov (Svitavy)
Lačnov (katastrální území Moravský Lačnov) je od roku 1960 předměstím okresního města Svitavy, do té doby byl jako Moravský Lačnov více než 700 let samostatnou obcí. V roce 2007 měl 950 obyvatel. Celá zástavba Moravského Lačnova, jakož i téměř celé jeho katastrální území leží na Moravě, ale velmi malá severovýchodní část katastru dříve náležela ke k. ú. Opatovec, tudíž do Čech.
Poblíž vesnice se nachází hlavní evropské rozvodí Černého a Severního moře, které v tomto místě tvoří historickou hranici Čech a Moravy.
Do roku 1945 byl Moravský Lačnov osídlen převážně německy mluvícími obyvateli, toto obyvatelstvo bylo v roce 1946 vysídleno do Německa.

## Historie
Nejstarší písemný údaj ke jménu Lačnov pochází z let 1318–1329. V písemných pramenech se později rovněž objevuje jméno Lacznaw. Z těchto pramenů vyplývá, že Lačnov patří k nejstarším obcím regionu a byl založen ještě před německou kolonizací a že již v tomto období měl rychtu. Původní listina biskupa Bruna o propůjčení úřadu rychtáře na lokátora se ztratila. Na žádost Conrada, lačnovského rychtáře, vydal biskup Hynek z Olomouce 4. května 1329 ve Svitavách obnovovací listinu, ve které se potvrzují privilegia, která vydal již předtím biskup Bruno ze Schauenburku. Podle tohoto dokumentu je rychta je povinna odvádět každý třetí fenik ze všech pokut a z pěti čtvrtin akrů. Rychta měla dva dani podléhající lány, ševce, který umí sám vyrábět boty. Měla povinnost mít k dispozici vycvičené lukostřelce.
9. května 1883 se v Lačnově narodil otec Oskara Schindlera.
Ze svitavských městských knih vyplývá, že 6. července 1623 koupil Adam Lang z Mikulče tuto rychtu od Georga Hoblera za 900 marek. Od tohoto data byla rychta nepřerušeně v držení rodiny Langů až do roku 1945.
V roce 1930 žilo v Moravském Lačnově cca 1975 osob.
Z původní zástavby tzv. hřebečských čtyřbokých statků se jich v celistvém stavu dochovalo asi dvanáct.
V současné době je v Moravském Lačnově škola postavená roku 1878, tato budova stojí na místě bývalé školy z 18. století. Ve škole se vyučuje pouze první až pátý ročník.

## Památky

### Bývalá Kaple Svatého Ducha
Až do roku 1971 měl Moravský Lačnov kapli, která stála na mírném návrší zhruba ve středu obce poblíž školy. Kaple byla postavena v roce 1749 z darů a sbírek místních občanů. Zasvěcena byla Sv. Duchu a v tento
svátek (druhá polovina května až počátek června), byla v Lačnově slavena místní pouť.
Kaple byla barokní s půdorysem zhruba asi 10×6 metrů, s věží s cibulovitou bání. Roku 1777 byly na náklady paní Viktorie Langové, manželky lačnovského rychtáře, namalovány obrazy křížové cesty. Během 19. století se kaple několikrát opravovala. V roce 1824 byla ke kapli přistavěna malá sakristie, náklady platil Georg Schindler z domu č. 55.
Svému účelu kaple sloužila do konce 40. let 20. století, v dalších letech se v kapli sloužily mše jen při výročí zasvěcení kaple a
hlavních církevních svátcích, po roce 1960 se kaple již nevyužívala vůbec. Zajímavostí je, že ještě v srpnu 1968 se zde zvonilo na protest proti okupaci Československa vojsky varšavské smlouvy. V této době však z kaple již zbývala pouze ruina. Roku 1971 byla kaple odsvěcena a na příkaz okresních orgánů zbourána. Na místě zůstal stát jen dřevěný kříž.
Zajímavý je osud zvonů této kaple. V roce 1884 musel být v Moravské Třebové nově odlit zvon, protože původní zvon při opravě spadl a praskl. Váha zvonu byla 64 kg. 18. listopadu 1917 byl tento zvon, přes protesty občanů, zrekvírován pro válečné účely. Jako odškodné dostala obec 255 rakouských korun. Již v roce 1920 byl ze sbírek pořízen nový zvon, který byl slavnostně vysvěcen 16. května 1920. Nový zvon stál 3 350 Kč a jmenoval se „Maria“. V návaznosti na slavnostní svěcení zvonu byla kaple opravena a do báně věže byly uloženy pamětní dokumenty. Jejich obsah však nebyl nikde zaznamenán.

### Hraniční kameny

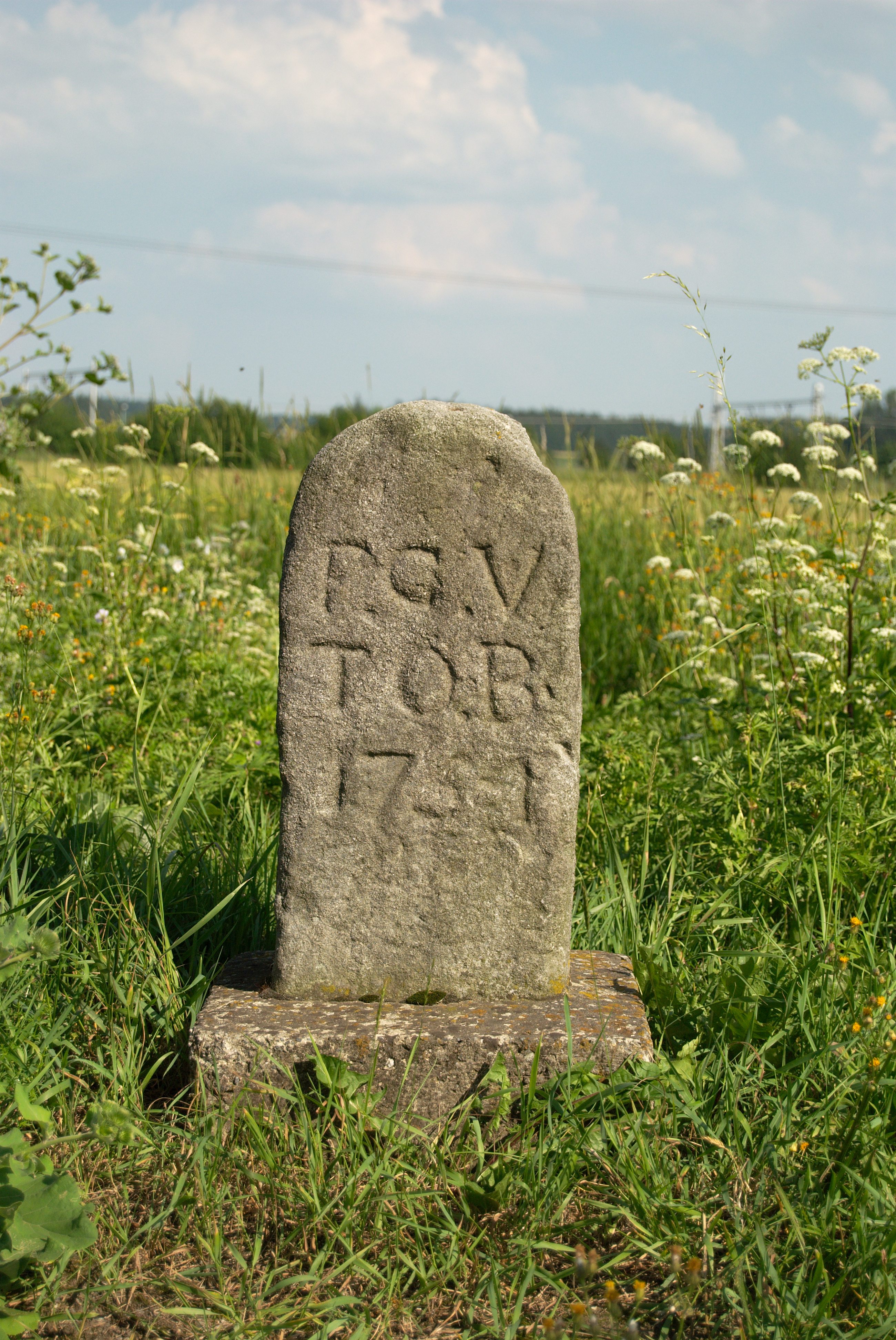
Historický hraniční kámen, označující zemskou hranici mezi Čechami a Moravou u východního okraje silnice z Moravského Lačnova (dnes součást Svitav) do Českého Lačnova (součást obce Opatovec v okrese Svitavy). V hranečníku vytesaný nápis F.G.V.T.O.B. jsou iniciály Ferdinanda Julia Troyera z Troyersteinu, který působil jako biskup Olomoucký v letech 1745–1758. Vyobrazený letopočet 1754 značí dobu, ve které se vyměřoval Tereziánský katastr.

V okolí Moravského Lačnova se nachází několik hraničních kamenů, hrubě tesaných pískovcových kvádrů. Je na nich vytesán nápis F.G.V.T.O.B. 1754 což znamená Biskupství olomoucké, Ferdinand Graf Von Troyer a doba 2. tereziánského katastru. Tyto kameny v těchto místech označovaly hranici mezi olomouckým biskupstvím a litomyšlským panstvím. Tato hranice zároveň tvořila a tvoří i historickou hranici mezi Čechami a Moravou.

### Smírčí kříž
Jedna z mála historických památek, které se nachází na katastru Moravského Lačnova, je tzv. „Lačnovský smírčí kříž“. Nachází se na severním okraji obce při cestě do Opatovce. Kříž je hrubého tvaru a není signován žádným nápisem ani letopočtem. O původu kříže existují různé pověsti a dohady. Rozšířená verze, že kříž pochází z dob příchodu slovanských věrozvěstů Cyrila a Metoděje, není pravdivá. Kříže tohoto typu se v Čechách a na Moravě začaly objevovat zhruba od 13. století a stavěly se v místech, kde byl spáchán nějaký hrdelní zločin, jako akt usmíření.
Jediná přesnější informace k tomuto kříži je popsána v německé kronice Moravského Lačnova (Marianne Heinz – Göpingen). V zápisu svitavské farní knihy z roku 1618 stojí že zde dva pacholci zabili syna sedláka Josefa Hainische z Hradce nad Svitavou.
V 60. letech 20. století byl kříž přelomen buldozerem při odhrnování sněhu. Torzo kříže pak asi dvacet let leželo v příkopě. Kříž byl na původním místě znovu postaven v roce 1982, místo zlomu je vidět. K dalšímu poškození došlo při odhrnování sněhu v roku 1999. Roku 2002 byl vyvrácený kříž nově ustaven.

### Kříže
Kamenný podstavec bývalého železného kříže v blízkosti křižovatky silnic Košíře – Český Lačnov – Moravský Lačnov. Z kříže zachována pouze velmi malá část v pískovcovém podstavci o velikosti spodního kamene 80 × 76 cm. Na kamenech uvedeny dva letopočty 1872 a 1753.

## Doprava

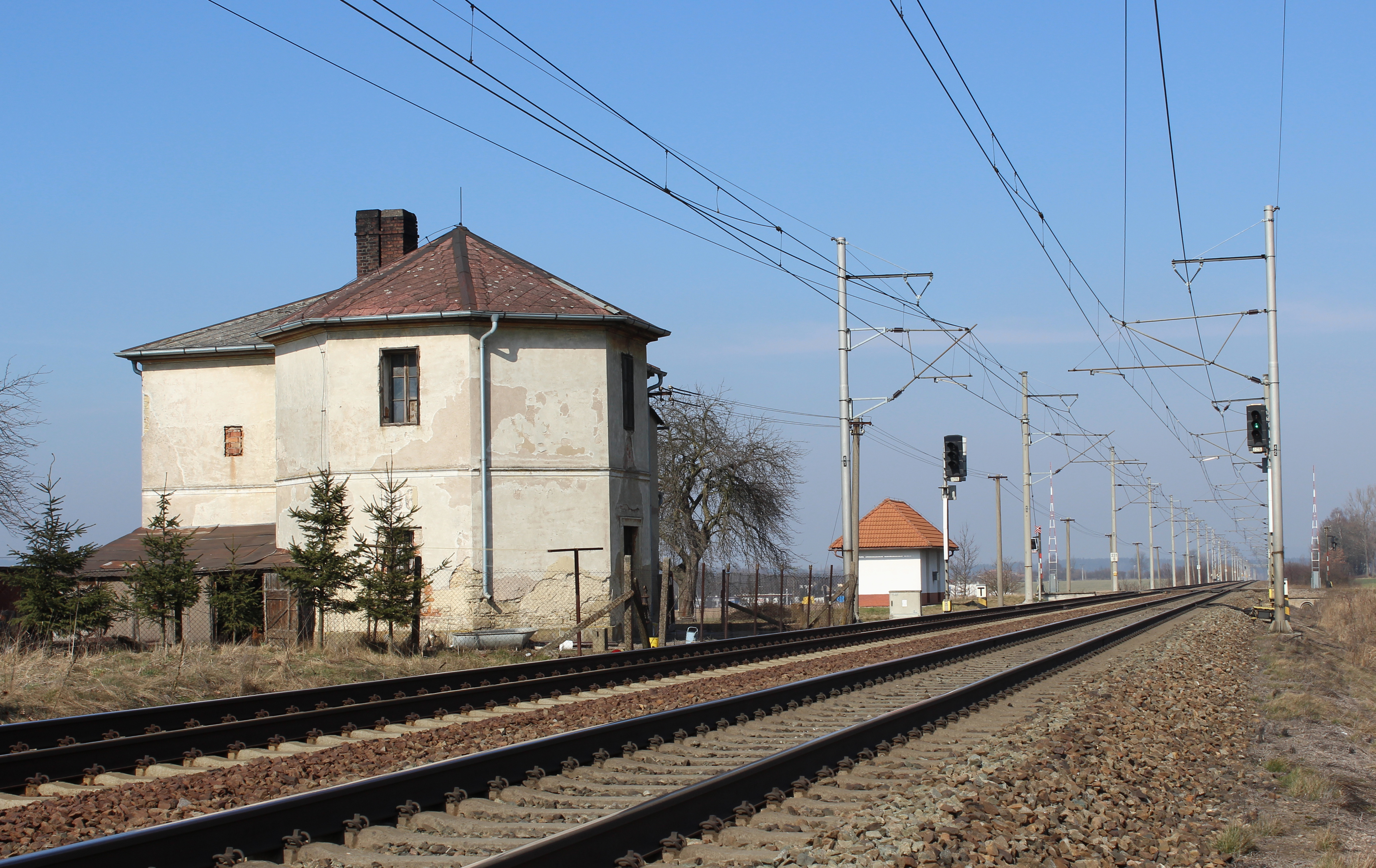
Staniční budova dávno zaniklé železniční stanice Lotschnau s osmibokou vodárnou. Zbourána v roce 2016.

Vesnicí po délce prochází silnice č. 43. V jižní části Moravského Lačnova, blízko katastru Svitavy-Předměstí, podchází pod železniční tratí Svitavy – Žďárec u Skutče.
Východně od zastavěného území prochází od jihu k severu železniční trať Brno – Česká Třebová, součást železničního koridoru Děčín – Břeclav. Dosahuje zde – a vůbec i jeho prodloužení do Berlína resp. Vídně – své nejvyšší nadmořské výšky – 445 metrů nad mořem. V minulosti zde existovala vrcholová železniční stanice Lotschnau (český název patrně nikdy nezískala); se staniční budovou s neobvyklou osmibokou vodárenskou věží. Tato budova po zániku stanice sloužila k bydlení a byla zbourána v roce 2016. Místo stanice je v provozu železniční zastávka Svitavy-Lačnov, položená severněji, až u Českého Lačnova.